# 有馬義貞
有馬 義貞（ありま よしさだ）は、戦国時代の肥前国の大名。有馬晴純の嫡男で、弟に大村純忠、子に晴信といった著名なキリシタン大名をもつ。日野江城主。肥前有馬氏12代当主。

## 生涯
大永元年（1521年）、肥前国島原半島を治めた大名の有馬晴純の嫡男として誕生する。室町幕府12代将軍・足利義晴から偏諱を受け、「義貞」と名乗る。
天文21年（1552年）、父・晴純から肥前有馬氏の家督を譲られると同時に室町幕府の相伴衆ともなった。しかし、キリスト教に対する姿勢の違いから来る父との確執や、隣国の大友宗麟や龍造寺隆信の圧迫、父の時代には服従していた西郷氏の西郷純堯（義貞の義兄）などの台頭を受けて次第に勢力を失い、高来郡一郡を支配する小勢力にまで転落した。
一方で南蛮貿易で大きな利益を築き上げた。義貞は父の晴純から、大村純忠のようにポルトガル船との交易の為にキリシタンになるよう奨励されていた。
ところが、やがて布教に伴う内紛が生じると、父晴純の態度は一変する。
結果、永禄7年（1564年）に父により追放されて領外に追放され家督も剥奪されてしまう。
なお丸島和洋によると前年の龍造寺氏との戦いに敗れたことがきっかけで追放され家督は義純が継いだという。
なおその父は1566年に死去している。
宣教師ルイス・デ・アルメイダの記録によれば、永禄11年（1568年）、教会から岬へ向かい「償いの行列」を行っているキリシタンの集団を見て、義貞は強い感銘を受けたという。義貞はキリスト教に興味を抱いたが、自分の政治的地位や命の危険などから逡巡もしていた。天正元年（1573年）には、大村純忠に、命の危険があるから棄教した方が良いと推奨している。
入信を延期していた義貞だが、天正4年（1576年）4月15日にフランシスコ・カブラル神父の洗礼を受け、キリシタンとなった。洗礼名は「アンドレス（安天烈）」であった。家臣団の中にも義貞の影響を受けてキリシタンになった者が多かったといわれている。ルイス・フロイスは「詩歌に造詣深く、書道に巧みで、為政者としては老練慎重かつ賢明である」と『フロイス日本史』に記している。
元亀元年（1570年）に嫡男の義純に家督を譲ったが、翌元亀2年（1571年）に義純が急死したため、次男の鎮純（晴信）を当主とした。
天正4年12月27日（1577年1月15日）、死去。享年56。
その人柄は優しく、文化人であった。